# Clase Forrestal
Los portaaviones de la clase Forrestal fueron cuatro portaaviones diseñados y construidos para la Armada de los Estados Unidos en la década de 1950 para sustituir a los de la clase Midway. El barco de la clase recibió su nombre de James Forrestal, el primer Secretario de Defensa de los Estados Unidos. Era la primera clase de superportaaviones, que combinaba alto tonelaje, elevadores en el borde de la cubierta y una cubierta en ángulo. El primer barco se puso en servicio en 1955, el último dado de baja en 1998. Todos fueron desguazados. Fueron sustituidos por los portaviones de la clase Kitty Hawk.

## Unidades
- USS Forrestal (CV-59) (1955-1993)
- USS Saratoga (CV-60) (1956-1994)
- USS Ranger (CV-61) (1957-1993)
- USS Independence (CV-62) (1959-1998)